# AMO–F–15
Az AMO–F–15 a Szovjetunióban az 1920-as évek közepétől a moszkvai AMO (később ZiSZ, majd ZiL) autógyárban az olasz Fiat 15Ter alapján gyártott könnyű tehergépkocsi. Ez volt az első sorozatban gyártott szovjet tehergépkocsi, melyből 1924–1931 között összesen több mint hatezer darab készült.
 

## Története
A jármű története az első világháború idejéig nyúlik vissza. A gyáriparos Rjabusinszkij család 1916. február 27-én kötött szerződést a cári kormányzattal egy autógyár felépítésére, melyben az orosz hadsereg számára gyártanak tehergépkocsikat. A megállapodás 1500 tehergépkocsira szólt, a gyártásnak a szerződés szerint 1916. október 7-ig el kellett indulnia. Erre a célra az 1912-ben tervezett Fiat 15Ter modellt választották ki, melyet az olasz hadsereg eredményesen használt rossz útviszonyok mellett is a gyarmati területeken. Az olasz Fiat céget a licenc-szerződés szerint minden példány után 1000 frank illette meg. A felépített üzem a Moszkvai Gépkocsi Társaság (AMO) nevet kapta. Már 1917 októberében elkezdték ugyan a Fiat 15-ösök összeszerelését, de az orosz  polgárháború miatt a gyártás hamarosan leállt. A Rjabusinszkijek a forradalom miatt emigrációba kényszerültek. Az AMO-t 1928. június 1-jén államosították. Ezt követően a gyár több évig nem foglalkozott járműgyártással, csupán vasúti vagonokhoz és más egyéb eszközökhöz (pl. petróleumlámpák) készítettek alkatrészeket.
A polgárháborút követő időszakban merült fel ismét a járműgyártás lehetősége. Ennek megvalósítására a Munkaügyi és Védelmi Tanács biztosított anyagi eszközöket 1922–1923-ban az AMO-nak. 1924 januárjában kezdődött el a gyártás előkészítése. Alapként rendelkezésre állt mintegy másfél száz olasz tervrajz, valamint két eredeti olasz Fiat 15, melyek alapján Vlagyimir Ivanovics Cipulin főkonstruktőr vezetésével folyt a tervezés és a gyártásra való felkészülés. Az AMO–F–15 jelzést kapott járművön számos módosítást végeztek a Fiat 15Ter-hez képest. Ez érintette a motor egyes elemeit (pl. dugattyúk, hajtókar).
Az első AMO–F–15-ös 1924. november 1-jén éjszaka készült el, majd november 6-án szerelték össze a 10. darabot. Az első elkészült példánnyal maga Cipulin tette meg az első próbautat. Ezek a járművek vörösre festve mint ez első,  Szovjetunióban gyártott tehergépkocsik részt vettek a november 7-i díszszemlén a Vörös téren.
Ezt követően, november 25-én az Állami Autógyárak Központi Igazgatósága (CUGAZ) kezdeményezésére egy nagytávolságú próbautat szerveztek három AMO–F–15 részvételével. A járművek 1,64 tonna terheléssel 64 óra és 29 perc alatt 2000 km-es távolságot teljesítettek (32,2 km/h átlagsebességgel) a Moszkva–Novgorod–Leningrád–Nyevel–Szmolenszk–Roszlav–Juhnov–Moszkva útvonalon, helyenként rossz útviszonyok és zord időjárási körülmények között (a Szmolenszk–Juhnov útvonalat –26 fokos hidegben tették meg).
A sikeres próbaút után döntés született a nagy sorozatú gyártásról, mely 1925 elején kezdődött el. Az 1924 novemberében készített példányokhoz képest a sorozatgyártású járműveken 1925 folyamán több módosítást is végrehajtottak. Így megnövelték a hűtőradiátor hűtőfelületét, mely összességében a radiátor geometriai méretének a növekedésével járt, valamint az eredeti Fiat porlasztót szovjet tervezésű CUGAZ–42-es típusúra cserélték.
Az AMO–F–15-ös kiállították a z 1925. szeptember 24-én Moszkvában megnyílt első szovjet autókiállításon. A sorozatgyártás során három gyártási széria különíthető el, melyek között kisebb szerkezeti változtatások történtek. Az 1924-ben épített példányok előállítási ára 18 ezer rubel volt, a második sorozat darabonkénti ára 13 ezer rubelre, majd a harmadiké 11 ezer rubelre csökkent. Ez azonban rendkívül maga előállítási költséget jelentett, figyelembe véve, hogy az amerikai autógyárak akkor ennek a költségnek a tizedéből állítottak elő hasonló kategóriájú járműveket. Az 1912-ben tervezett konstrukció pedig az 1920-as évekre már erkölcsileg és műszakilag is teljesen elavult. Ezért már 1928-ban döntés született arról, hogy korszerűbb járművel váltják fel az AMO–F–15-öst és korszerűsítik az AMO gyártóeszközeit.

## Típusváltozatok
A teherautó alvázán többféle speciális felépítményű járművet is kialakítottak. 1925-től gyártották a mentőautó változatát AMO–F–15S jelzéssel, valamint déli, meleg éghajlatú országrészekbe egy nyitott, 10 személyes autóbuszt, 1926-tól a 14 személyes, zárt utasterű autóbuszt. Ugyancsak az F–15 alvázán készült a BA–27 páncélautó. Ennek prototípusa 1928-ban készült el, majd az 1929–1931 közötti sorozatgyártás során 215 darabot gyártottak belőle. 1926 júliusától a Tresztmassz vállalat leningrádi Promet üzemet az AMO–F–15 alvázán készített szivattyús járműveket. 1927-től pedig az Avtopromtorg moszkvai üzeme a teherautó alapján tűzoltó járműveket gyártott.

## Műszaki adatok
- Hasmagasság: 225 mm

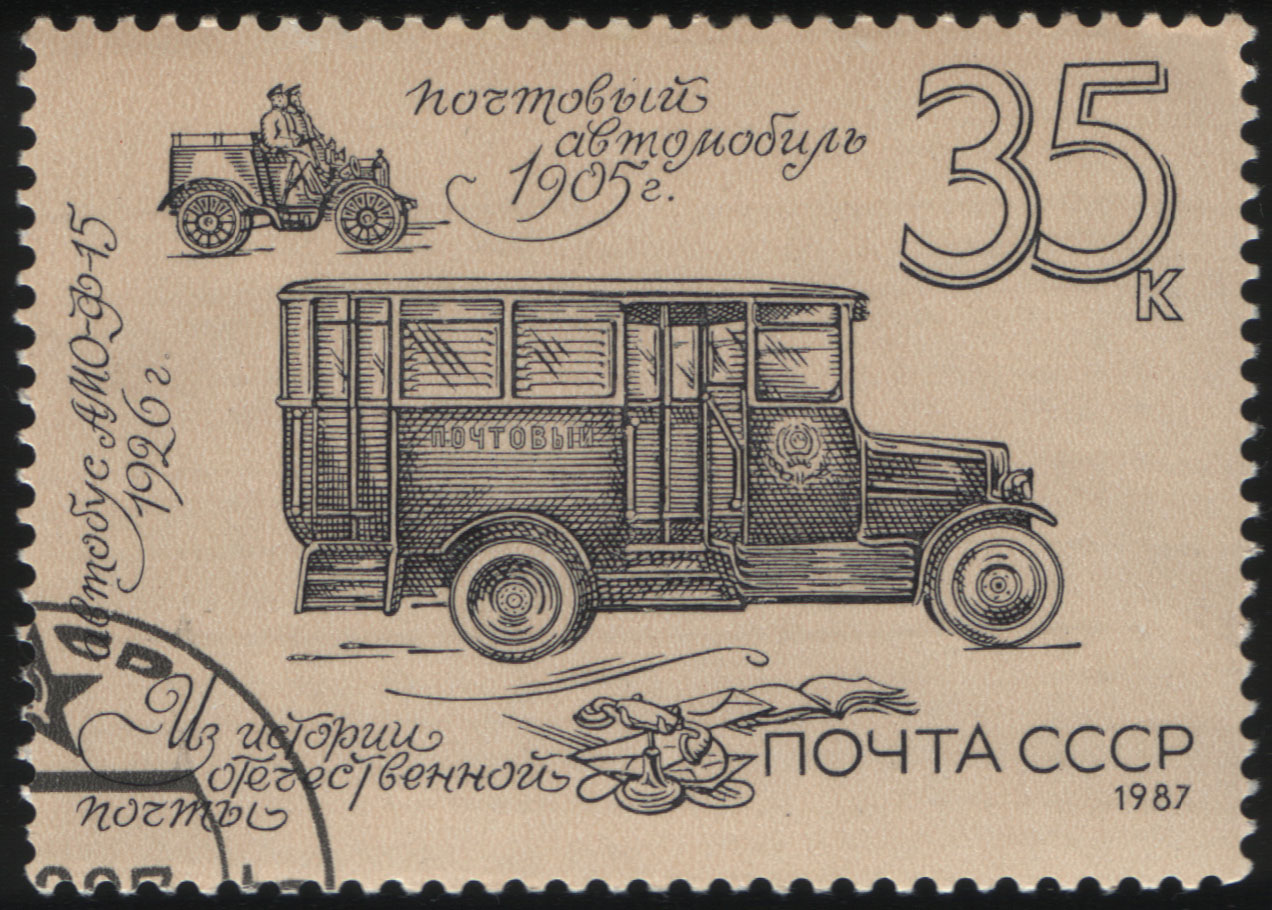
Postakocsiként használt AMO–F–15 autóbusz szovjet bélyegen

- Sebességváltó: négysebességes, mechanikus
- Tengelykapcsoló: 1927-ig olajos, 1927-től száraz, hattárcsás
- világítás: acetilénlámpák, 1928-tól elektromos lámpák
- Legnagyobb sebesség: 50 km/h
- Üzemanyagtartály: 70 literes